# Sainte-Fortunade
Sainte-Fortunade település Franciaországban, Corrèze megyében. Lakosainak száma 1793 fő (2022. január 1.). Sainte-Fortunade Albussac, Beynat, Chameyrat, Le Chastang, Cornil, Ladignac-sur-Rondelles, Tulle, Laguenne-sur-Avalouze és Lagarde-Marc-la-Tour községekkel határos.

## Népesség
A település népessége az elmúlt években az alábbi módon változott:
| Lakosok száma | 1381 | 1619 | 1605 | 1758 | 1796 | 1794 | 1784 | 1779 | 1773 | 1793 |
|               | 1968 | 1982 | 1990 | 2006 | 2013 | 2015 | 2017 | 2019 | 2020 | 2022 |